# Reprezentacja Australii na Mistrzostwach Świata w Narciarstwie Klasycznym 2007
Reprezentacja Australii na Mistrzostwach Świata w Narciarstwie Klasycznym 2007 liczyła 6 sportowców. Najlepszym wynikiem było 14. miejsce w sprincie drużynowym mężczyzn.

## Wyniki

### Biegi narciarskie mężczyzn
Sprint
- Paul Murray - 37. miejsce (odpadł w kwalifikacjach)
- Ben Sim - 49. miejsce (odpadł w kwalifikacjach)

Sprint drużynowy
- Paul Murray, Ben Sim - 14. miejsce

Bieg na 15 km
- Ben Sim - 57. miejsce
- Paul Murray - 90. miejsce
- Andrew Wynd - 98. miejsce

Bieg na 30 km
- Ben Sim - 53. miejsce

### Biegi narciarskie kobiet
Sprint
- Katherine Calder - 60. miejsce (odpadła w kwalifikacjach)
- Esther Bottomley - 61. miejsce (odpadła w kwalifikacjach)
- Clare-Louise Brumley - 62. miejsce (odpadła w kwalifikacjach)

Sprint drużynowy
- Esther Bottomley, Katherine Calder - nie wystartowały

Bieg na 10 km
- Katherine Calder - 62. miejsce

Bieg na 30 km
- Katherine Calder - nie ukończyła